# Make:

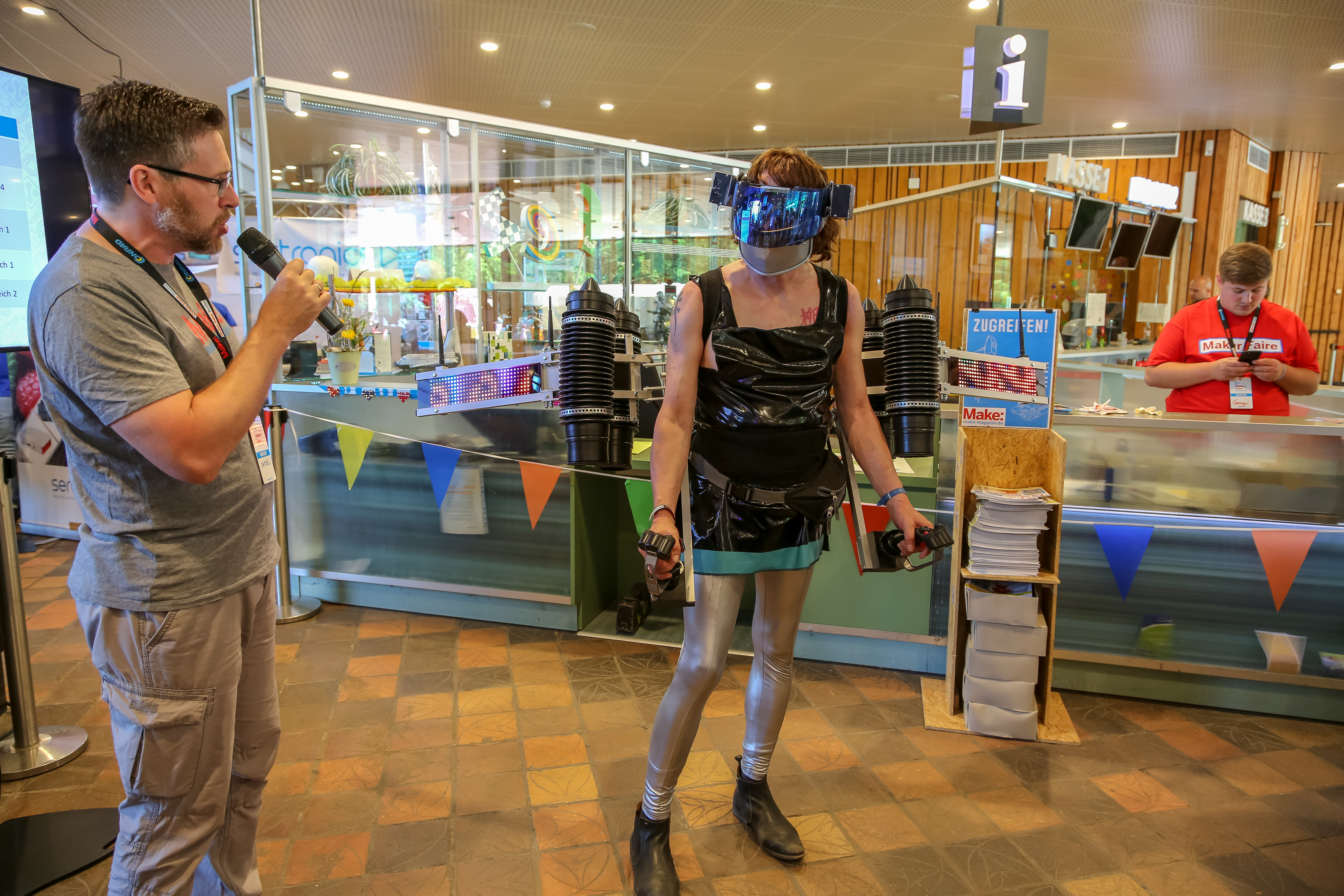
Chefredakteur Daniel Bachfeld (links) mit Cosplayer auf der Maker Faire

Das Make: Magazin, gegründet 2012 als c’t Hardware Hacks (zwischenzeitlich auch c’t Hacks), versteht sich als Zeitschrift für die Maker-Szene. Der Schwerpunkt der Zeitschrift sind vor allem Schritt-für-Schritt-Bauanleitungen für Hardware-Projekte, ergänzt um Grundlagenwissen, Testberichte und Hintergrundberichte. Es geht in den Artikeln z. B. um Arduino oder Raspberry Pi, aber auch um Projekte fernab von PC und Elektronik, z. B. Metallverarbeitung oder Textildruck.
Die Make: erscheint seit Anfang 2015 in der Maker Media GmbH, einer Tochter des Heise Zeitschriften Verlags in Hannover. Mit der gleichnamigen US-amerikanischen Zeitschrift besteht eine Kooperation.
Selbsterklärtes Ziel der Zeitschrift ist es, den Leser zu inspirieren, ihn in die Lage zu versetzen, selbst tätig zu werden, die Technik zu verstehen, Bestehendes zweckzuentfremden und eigenen Technik-Ideen freien Lauf zu lassen. Ergänzend zum Heft und Onlineauftritt veranstaltet Make: jährlich Maker Faires unter anderem in Hannover und Berlin.